# Sommet de Méjan
Pour les articles homonymes, voir Méjan.
Le sommet de Méjan, situé dans le massif du Tanargue et le département de l'Ardèche, est un pic culminant à 1 457 mètres d'altitude. Il est situé sur les communes de Valgorge et La Souche.